# Gary Burghoff
Gary Burghoff (* 24. května 1943 Bristol, Connecticut) je americký herec, režisér, hudebník a malíř, jenž se celosvětově proslavil rolí desátníka Waltera Eugena „Radara“ O'Reillyho v úspěšném televizním seriálu společnosti CBS M*A*S*H.

## Biografie
Gary Burghoff se narodil 24. května 1943 v Bristolu, ve státě Connecticut, USA. Jeho otec Rodney Burghoff pracoval v továrně vyrábějící hodiny a jeho matka Ann Burghoff byla profesionální tanečnicí a režisérkou místních divadelních produkcí. Gary má také staršího bratra Davida, který je systémovým inženýrem. Během studií na vysoké škole se jeho rodina přestěhovala do Delavanu ve Wisconsinu, kde jeho otec získal novou práci.
Hereckou dráhu započal Gary Burghoff při svých studiích na vysoké škole, kde si zahrál roli Bobbyho ve hře The Boy Friend. Zahrál si také v Belfry Theatre, kde jeho matka pracovala jako choreografka. Po absolutoriu na vysoké škole odjel Gary studovat herectví a hudbu do New Yorku. Ve stejnou dobu hrál na bicí se svou jazzovou skupinou „The We Three“ (My tři) v místních jazzových klubech. Kromě si zahrál roli Oga ve hře Finian's Rainbow a roli Eugena ve hře Look Homeward, Angel. Dále se objevil ve hrách jako Babes in Arms, Bells are Ringing, The Sound of Music nebo Tea and Sympathy. Televizní debut si odbyl v pořadu společnosti CBS Repertoire Workshop (asi 1967) a 3. listopadu 1967 se objevil v televizním zpracování hry básníka Archibalda MacLeishe An Evening Journey to Conway, Massachusetts. V roce 1967 přišel v jeho kariéře první zlom, když byl obsazen do role Charlieho Browna v divadelní produkci hry You're a Good Man, Charlie Brown. Během tří let, kdy ve hře vystupoval (jeden rok v New Yorku a dva v Los Angeles), odehrál přes 1000 představení. Zde jej viděl také Robert Altman a udělal s ním kamerové zkoušky. A tak se Gary Burghoff ocitl před filmovou kamerou.
Svůj filmový debut si tedy odbyl pod režijní taktovou Roberta Altmana ve filmu MASH z roku 1970. Role desátníka Waltera Eugena „Radara“ O'Reillyho se mu stala osudnou. Tuto postavu si zahrál v celkem čtyřech různých produkcích: v již zmíněném celovečerním filmu, sedm sezón (1972–1979) v televizním seriálu M*A*S*H, jako host ve dvou epizodách volného pokračování tohoto seriálu nazvaném AfterMASH (1983–1984) a v pilotním díle (zůstalo pouze u něj) seriálu W*A*L*T*E*R (1984), ve kterém se z Radara stal policejní důstojník poté, co přišel o svou farmu a jeho manželka jej opustila. K dalším jeho filmům patří např. B.S. I Love You z roku 1971 nebo film Small Kill z roku 1992, pod kterým je podepsán rovněž jako režisér a ve kterém si zahrál hlavní dvojroli. Z televizních filmů stojí za zmínku film The Man in the Santa Claus Suit z roku 1979, ve kterém si zahrál po boku Freda Astairea.
Když se v roce 1972 připravoval televizní seriál M*A*S*H, byl Gary Burghoff prvním hercem, který byl obsazen a jako jediný z hlavních představitelů si zopakoval svou roli z filmu (kromě něj vystupují ve filmu i v seriálu ještě G. Wood a Timothy Brown). Za tuto roli byl sedmkrát nominován na cenu Emmy a v roce 1977 ji získal. Burghoff opustil M*A*S*H krátce po začátku osmé sezóny, aby mohl více času trávit se svou rodinou. Odmítl řadu nabídek na nejrůznější sitcomy, včetně role v seriálu Newhart.
Na počátku osmdesátých let sjezdil s vlastním hudebním souborem All-Stal Dixieland Jazz Band řadu amerických jazzových klubů a pod názvem Gary Burghoff and his Mardi Gras Celebration Jazz Band nahrál i vlastní album Just For Fun. Jako hudebník složil také více než 100 písní a v letech 1965 – 1967 byl třikrát oceněn cenou ASCAP (American Society of Composer, Authors and Publishers Award). Vrátil se také na divadelní prkna v divadelních hrách The Owl and the Pussycat (1979–1980), Boney Kern (1983), Play It Again, Sam (1985). Po skončení účinkování ve hře The Nerd v roce 1987, zanechal na čas herectví a cestoval s rodinou. Na počátku devadesátých let začal profesionálně malovat. Maluje především divokou přírodu a se svými obrazy procestoval galerie napříč spojenými státy. Napsal předmluvu ke sbírce her Roberta Maura s názvem Two-Character Plays for Student Actors.
V květnu 1999 začal Gary uvádět svůj vlastní pořad na veřejnoprávní televizi o vztazích mezi lidmi a jejich zvířecími kamarády nazvaný Pets: Part of the Family. V současnosti je stále aktivní jako herec a režisér v regionálních divadlech. Objevil se jako Barney Cashman ve hře Neila Simona Last of the Red Hot Lovers (1999–2001 a 2004). S dcerou Genou si zahrál ve hře Tribute (2001). Dále se objevil ve hrách Marvin and Mel (2003) nebo Sylvia (2003).
Gary Burghoff byl dvakrát ženatý. Jeho první manželkou se stala Janet Gayle, lékařská laborantka, se kterou se oženil v roce 1971 a s níž má dceru Genu. Gena je herečka v Los Angeles. Společně s otcem hrála v roce 1995 ve filmu Behind the Waterfall a také několika divadelních představeních. Rozvedli se v roce 1979. V roce 1991 se Gary oženil podruhé. Jeho manželkou se stala zubní laborantka Elisabeth Bostrom, s níž má dva syny, Jordana a Milese. V současnosti žije s rodinou a několika zvířecími mazlíčky ve městě Magalia v Kalifornii.

## Filmografie

### Herec
1. Krajní meze (The Outer Limits) (1995–2002) TV seriál – TV tazatel
  - Kdyby ty stěny mohly mluvit (If these walls could Talk) (# 1.19)(30. 7. 1995)
2. Burke's Law (1994–1995) TV seriál – Patrick Noyes
  - Who Killed the Hollywood Headshrinker? (# 2.13)(20. 7. 1995)
3. Behind the Waterfall (1995) – Mr. Connors
4. Small Kill (1992) – Fleck/Lady Esmerelda
5. Doubles (1991) – Arnie Lewis
6. W*A*L*T*E*R (1984)(TV) – Walter Eugene "Radar" O`Reilly
7. M*A*S*H – co bylo potom (AfterMASH) (1983–1984) TV seriál – Walter Eugene "Radar" O`Reilly
  - It Had to Be You (# 1.16)(23. 1. 1984)
  - Yours Truly, Max Klinger (# 1.15)(16. 1. 1984)
8. Tales of the Unexpected (1979–1988) TV seriál – Harry Flock
  - The Best Policy (# 4.9) (31. 5. 1981)
9. The Love Boat (1977–1988) TV seriál – Eddie Martin
  - Maid for Each Other/Lost and Found/Then There Were Two (# 4.25) (9. 5. 1981)
10. Fantasy Island (1978–1984) TV seriál – Gordon Hughes
  - The Love Doctor/Pleasure Palace/Possessed (# 4.5) (22. 11. 1980)
11. Casino (1980)(TV) – Bill Taylor
12. Muž v kostýmu Santa Clause (The Man in the Santa Claus Suit) (1979) (TV) – Bob Willis
13. Wonder Woman (1976–1979) TV seriál – Alan
  - The Man Who Wouldn't Tell (# 2.20)(31. 3. 1978)
14. Fantasy Island (1978–1984) TV seriál – Richard C. Delaney/Paul Hughes
  - Superstar/Salem (# 1.10)(25. 3. 1978)
15. The Love Boat (1977–1988) TV seriál – Donald
  - The Captain's Captain/A Dog's Life/Romance Roulette (# 1.9)(26. 11. 1977)
16. Ellery Queen (1975–1976) – Jerry Hacker
  - The Adventure of the Disappearing Dagger (# 1.22) (4. 4. 1976)
17. Insight (1960–1984) – Mombo
  - The Incredible Man (#15.10) (16.3.1975)
18. Twigs (1975)(TV) – Clergyman
19. Love, American Style (1969–1974) TV seriál
  - Love and the Footlight Fiancee/Love and the Plane Fantasy/Love and the Swinging Surgeon/Love and the Teller's Tale (segment "Love and the Plane Fantasy") (# 5.1) (14. 9. 1973)
20. Love, American Style (1969–1974) TV seriál – Sydney Melvin Wimple
  - Love and the Crisis Line/Love and the Happy Family/Love and the Vertical Romance (segment "Love and the Crisis Line") (# 4.21) (23. 2. 1973)
21. M*A*S*H (1972–1978) – Desátník Walter Eugene "Radar" O`Reilly (1972–1979)
22. B.S. I Love You (1971) – Ted
23. The Don Knotts Show (1970) TV seriál – pravidelně vystupující
24. The Name of the Game (1968–1971) TV seriál – Watson
  - Man of the People (# 2.22)(6. 3. 1970)
25. MASH (1970) – Desátník Walter Eugene "Radar" O`Reilly
26. The Good Guys (1968–1970) TV seriál – Mike Butterworth
  - Take a Computer to Lunch (# 1.13)(30. 1. 1969)
27. An Evening Journey to Conway, Massachusetts (11/03/1967) (TV) - ?
28. Repertoire Workshop (1967?) (TV)

### Režisér
1. Small Kill (1992)

### Televizní speciály, varietní a jiné televizní programy
1. Gylne tider (2002 – ) – Sám sebe
  - Hosté: Gary Burghoff, Richard Chamberlain, Cliff Richard, Peter Shilton & Michael Winslow (#3.4) (19. 11. 2006)
2. Today Show (1952 – ) Talk show – Sám sebe
  - Hosté: Alan Alda, Jamie Farr, Mike Farrell, William Christopher, Larry Gelbart & Loretta Swit (11. 5. 2004)
3. M*A*S*H: 30th Anniversary Reunion (2002)(TV) - Sám sebe/Desátník Walter Eugene 'Radar' O'Reilly
4. M*A*S*H: TV Tales (2002)(TV) – Sám sebe/Desátník Walter Eugene 'Radar' O'Reilly (archive footage)
5. TV Guide's Truth Behind the Sitcom Scandals 3 (2000) – Sám sebe
6. Enlisted: The Story of M*A*S*H (2000)(V) – Sám sebe/Desátník Walter Eugene 'Radar' O'Reilly
7. The Hollywood Squares (1998 – 2004) Game show – Sám sebe
  - Hosté: Gary Burghoff, Pat Crowley, John Forsythe, Steve Landesberg & Jimmie Walker (28. 5. 1999)
8. Pets: Part of the Family (1999–2000) TV Seriál - Hostitel
9. M*A*S*H, Tootsie & God: A Tribute to Larry Gelbart (1998)(TV) – Sám sebe
10. Memories of M*A*S*H (1991)(TV) – Sám sebe/Desátník Walter Eugene 'Radar' O'Reilly
11. The Video Guide to Stamp Collecting (1988)(V) – Instruktor
12. Super Password (1984 – 1989) – Sám sebe
  - Hosté: Gary Burghoff & Jamie Farr (23. 12. 1985)
  - Hosté: Gary Burghoff & Jamie Farr (11. 11. 1985)
13. Carnival of the Animals (1984)(V) – Hostitel
14. Match Game/Hollywood Square Hour (1983–1984) Game show – Sám sebe
  - Hosté: Leah Ayres, Gary Burghoff, Teri Copley, Matt McCoy, David Oliver, Bonne Urseth, Tom Villard & Nedra Volz (23.1.1984)
15. Invisible Children (1980)(V) – Hostitel
16. Making 'M*A*S*H' (1981)(TV) – Sám sebe
17. CHiPs (1977–1983) – Sám sebe
  - The Great 5K Star Race and Boulder Wrap Party: Part 2 (# 4.6)(7.12.1980)
18. Hollywood Squares (1965–1982) Game Show – Sám sebe
  - Hosté: Gary Burghoff, Loretta Swit, David Birney, Dick Van Patten, Vincent Van Patten, Paul Lynde, Sandy Duncan, Steve Landesberg, Diana Canova & Demond Wilson (8.1.1979)
  - Hosté: Billy Crystal, Rose Marie, Gary Burghoff, Jill St. John, Paul Lynde, Florence Henderson, George Gobel, Barbi Benton & Rodney Dangerfield (22.5.1978)
  - Hosté: Erik Estrada, Rose Marie, McLean Stevenson, Roger Miller, Paul Lynde, Connie Stevens, George Gobel, Cathy Lee Crosby & Gary Burghoff (15.5.1978)
  - Hosté: David L. Lander, Melissa Gilbert, Gary Burghoff, Joan Riversová, Paul Lynde, Florence Henderson, George Gobel, Carol Lynley & Norman Fell (10.4.1978)
  - Hosté: Earl Holliman, Marcia Wallace, Gary Burghoff, Vic Damone, Harvey Korman, Sandy Duncan, Vincent Price, Bill Hayes, Susan Seaforth Hayes & Wayland & Madame (13.3.1978)
  - Hosté: Gary Burghoff, Diahann Carroll, Gavin MacLeod, Florence Henderson, Paul Lynde, Lorne Greene, George Gobel, Dr. Joyce Brothers & Martin Mull (3.1.1978)
  - Hosté: Gary Burghoff, Charo, Paul Williams, Marty Allen, Paul Lynde, Wayland & Madame, George Gobel, Leslie Uggams & Oscar (Carroll Spinney)(26.12.1977)
  - Hosté: John Ritter, Rose Marie, Gary Burghoff, Roddy McDowall, Paul Lynde, Diahann Carroll, George Gobel, Stella Stevens & Rich Little (17.10.1977)
  - Hosté: David Doyle, Rose Marie, Gary Burghoff, Roddy McDowall, Harvey Korman, Sandy Duncan, George Gobel, Ren Woods & Wayland & Madame (29.8.1977)
  - Hosté: Earl Holliman, Rita Moreno, John Byner, Lynda Carter, Paul Lynde, Joan Riversová, George Gobel, Lynda Day George & Gary Burghoff (29.11.1976)
  - Hosté: Marty Allen, Sandy Duncan, Vincent Price, Hal Linden, Paul Lynde, Gary Burghoff, Mackenzie Phillips, Joan Riversová & Rich Little (13.9.1976)
  - Hosté: Charlie Callas, Julie McWhirter, Gary Burghoff, Marcia Wallace, Paul Lynde, Arthur Godfrey, George Gobel, Lee Grant & Wayland & Madame (5.7.1976)
  - Hosté: Edward Asner, Marcia Wallace, David Steinberg, Gary Burghoff, Paul Lynde, Joan Riversová, Rich Little, Tanya Tucker & Richard Roundtree (1.3.1976)
19. America 2-Night (1978) – Sám sebe
  - Help Every Little Person (#1.2)(11. 4. 1978)
20. The $ 25.000 Pyramid (1974–1979) Game show – Sám sebe
  - Hosté: Gary Burghoff & Kate Jackson (2. 3. 1977)
  - Hosté: Gary Burghoff & Lynn Redgrave (3. 11. 1976)
21. Donny and Marie (1976 – 1979) Variety Show – Sám sebe
  - Hosté: Chuck Berry, Gary Burghoff & Buddy Hackett (# 2.27) (7.1.1977)
22. Dinah! (1974–1981) Talk show – Sám sebe
  - Hosté: John Astin, Jimmie Walker, Gary Burghoff, Stephen Bishop & Paige Rense (28.10.1977)
  - Hosté: Jack Albertson, Gary Burghoff, Bonnie Franklin, Richard Hatch & Kate Jackson (15. 11. 1976)
  - Hosté: Alan Alda, Harry Morgan, Loretta Swit, Jamie Farr, Larry Linville, Gary Burghoff & Mike Farrell (6.11.1975)
  - Hosté: The Lennon Sisters, Gary Burghoff, Paul Lynde & Rita Moreno (29.8.1975)
23. The $ 20.000 Pyramid (1976 - 1980) Game show - Sám sebe
  - Hosté: Loretta Swit, Alan Alda, Gary Burghoff, Larry Linville, William Christopher & John Gabriel (7.3.1977)
  - Hosté: Gary Burghoff & Phyllis George (14. 6. 1976)
24. Battle of the Network Stars (1976)(TV) – Sám sebe (člen CBS teamu)
25. Showoffs (1975) - Sám sebe
  - Guests: Maxene Andrews, Gary Burghoff, Clifton Davis & Jamie Farr (10. 11. 1975)
  - Guests: Gary Burghoff, Abby Dalton, Linda Henning & Greg Morris (1. 9. 1975)
26. Tattle Tales (1974–1984) Game show - Sám sebe
  - Hosté: Gary & Janet Burghoff, John Astin & Patty Duke Astin, Stirling & Diana Sillaphant (10. 10. 1975)
  - Hosté: Gary & Janet Burghoff, John Clark & Lynn Redgrave, Bill Elliott & Dione Warwicke (5. 6. 1975)
  - Hosté: Gary & Janet Burghoff, Frank Gilbert & Amand Blake, Gene & Helen Rayburn (16. 12. 1974)
27. The Mike Douglas Show (1961 - 1982) Talk Show - Sám sebe
  - Hosté: Beau Bridges, Gary Burghoff & Rod Hull (4.6.1975)
28. Match Game 73 (1973 1982) Game show – Sám sebe
29. Match Game PM (1975–1981) Game show - Sám sebe
30. The $ 10.000 Pyramid (1973 - 1976) Game show - Sám sebe
  - Hosté: Gary Burghoff & Michelle Lee (9. 6. 1975)
31. The Dean Martin Show (1965–1974) - Sám sebe
  - Celebrity Roast: Jack Benny (# 9.24)(21. 2. 1974)
  - Celebrity Roast: Jack Klugman & Tony Randall (# )(1973)

## Divadelní role
1. The Boy Friend (60s) - Bobby
2. Finian's Rainbow (60s) - Og
3. Look Homeward, Angel (60s) – Eugene
4. Babes in Arms (60s)
5. Bells are Ringing (60s)
6. The Sound of Music (60s)
7. Tea and Sympathy (60s)
8. You're a Good Man Charlie Brown (1967–1969) - Charlie Brown
9. The Owl and the Pussycat (1979 - 1980) – Fred
10. Boney Kern (1982)
11. Play It Again, Sam (1985)
12. Whose Life Is It Anyway? (1985) – Ken Harrison
13. The Nerd (1987) – Willum Cubbert
14. The Buck Stops Where? (1997) (+režie)
15. Last of the Red Hot Lovers (2001) – Barney Cashman
16. Tribute (2001) (+režie)
17. Marvin & Mel (2003) – Marvin Derbin foto
18. Sylvia (2003)
19. Last of the Red Hot Lovers (2004) – Barney Cashman (+režie)